# Рубироса, Порфирио
Порфирио Рубироса Ариса (исп. Porfirio Rubirosa Ariza; 22 января 1909 года, Сан-Франсиско-де-Макорис, Доминиканская Республика — 5 июля 1965 года, Париж, Франция) — доминиканский дипломат, автогонщик и игрок в поло. Он был сторонником доминиканского диктатора Рафаэля Трухильо, являясь также по слухам его политическим агентом. Рубироса получил международную славу плейбоя благодаря своей активной светской жизни и легендарным сексуальным успехам у женщин. Среди его жён были 2 богатейшие женщины того времени.

## Ранняя биография
Порфирио Рубироса родился в городе Сан-Франсиско-де-Макорис (Доминиканская республика), будучи третьим и самым младшим ребёнком в семье верхнего слоя среднего класса. Его родителями были Педро Мария Рубироса и Ана Ариса Альмансар. Старшим ребёнком в семье была сестра Порфирио, Ана, а старшего сына звали Сесар. Его отец, будучи, как и его сын впоследствии, бабником, в одно время был так называемым «генералом», лидером хорошо вооружённой группировки в регионе Сибао, сотрудничавшей с правительством. После чего Педро Рубироса был повышен до уровня дипломата. Прослужив в этом качестве на острове Сент-Томас (Американские Виргинские Острова), он был назначен главой доминиканского посольства в Париже в 1915 году. Таким образом Порфирио Рубироса рос во французской столице и в 17 лет впервые прибыл в Доминиканскую республику, чтобы изучать право, но вскоре он заменил это занятие на службу в армии.

## Дипломатическая служба
В 1931 году Порфирио Рубироса встретился с Рафаэлем Трухильо в загородном клубе. «Благодетель» предложил ему встретиться следующим утром, после чего он получил звание лейтенанта в Президентской гвардии Трухильо. Их отношения длились на протяжении всей жизни, хотя по большей части они были тесные, случались также эпизоды опасные для Рубиросы. Они также стали определяющими в его профессиональной карьере, так он поступил на дипломатическую службу Доминиканской республике в 1936 году.
В этом новом для себя качестве он был отправлен в составе посольства в Берлин (во время Олимпийских игр 1936 года), затем он перебрался в Париж, где проводил большую часть своего времени; Также Рубироса в разное время служил в посольствах в Виши, Буэнос-Айресе, Риме, Гаване (став свидетелем Кубинской революции) и Брюсселе. Кроме того, он был частым гостем в Нью-Йорке, Вашингтоне, Флориде и Калифорнии. «Руби», который сам себя определял как трухилиста, свободно вращался в среде богатейших и известнейших людей того времени. Случалось, что выходки Рубиросы приводили к тому, что Трухильо готов был снять с его поста в Париже, как это было в 1953 году, или отправить его в иное место службы. Однако Трухильо признавал важность Рубиросы для своего режима, отмечая его успехи в работе, причиной которых, по мнению Трухильо, был его успех у женщин и талант лгуна."
После убийства Трухильо 30 мая 1961 года Рубироса поддержал его приёмного сына Рамфиса Трухильо в качестве преемника и пытался убедить Джона Кеннеди поддержать новую власть в Доминиканской республике. Однако, когда Рамфис вместе с семьёй Трухильо бежали с острова, карьера Рубироса стала близиться к закату. 2 января 1962 года Государственный Совет отстранил Рубиросу от его уникальной должности «инспектора посольств». Потеряв свой дипломатический иммунитет, он был допрошен сотрудниками Нью-йоркской Окружной Прокуратуры по фактам исчезновения противников Трухильо: Серхио Бенкосме в 1935 году и Хесуса Галиндеса в 1956 году, но сам Рубироса ни в чём не был обвинён.

## Личная жизнь
Рубироса бывал в романтических отношениях с Долорес дель Рио, Эртой Китт, Мэрилин Монро, Авой Гарднер, Ритой Хейворт, Сорайей Исфандияри, Пегги Хопкинс Джойс, Джоан Кроуфорд, Вероникой Лейк, Ким Новак, Джуди Гарленд и Эвой Перон. Рубироса имел отношения со своей бывшей супругой Флор де Оро Трухильо, будучи женатым на Дорис Дьюк, а также — с Жа Жа Габор, когда был в браке с Барбарой Хаттон. Он был виновником по крайней мере в двух разводах, причинами которых стали измены жён.
Порфирио Рубироса был женат 5 раз, не имея детей ни в одном из своих браков. Его жёнами были:
- Флор де Оро Трухильо, дочь Рафаэля Трухильо, с 3 декабря 1932 года по 1938 год
- Даниэль Дарьё, французская актриса, 18 сентября 1942 — 21 мая 1947
- Дорис Дьюк, американская наследница крупного состояния, 1 сентября 1947 — октябрь 1948
- Барбара Хаттон, американская наследница крупного состояния, 30 декабря 1953 — 20 февраля 1954
- Одиль Роден, французская актриса, 1937 года рождения, 27 октября 1956 — 5 июля 1965 (его смерть).

## Поло и автогонки
После Второй мировой войны Рубироса увлёкся поло и автогонками, оба этих затратных увлечения годами оплачивались его американскими жёнами. Рубироса организовал свою собственную команду поло под названием Cibao-La Pampa, которая довольно успешно выступала на Кубке Франции (Coupe de France). В поло Рубироса играл до конца своей жизни. В этот же период он начал приобретать гоночные автомобили, заводя знакомства и дружбу с автогонщиками. Он владел целым рядом автомобилей Феррари. В июне 1950 года Рубироса впервые принял участие в гонке 24 часа Ле-Мана, его партнёром был Пьер Лейгони, а во второй раз — 4 года спустя и вместе с Инноченте Баджо, в обоих случаях его машина не смогла финишировать. Рубироса также участвовал в ряде гонок на трассе Себринг, но лишь в качестве частных заездов.

## Смерть
Рубироса погиб ранним утром 5 июля 1965 года после того, как его Ferrari 250 GT врезался в каштановое дерево. Он возвращался из парижского ночного клуба «Jimmy’s», где он всю ночь праздновал победу в Кубке Франции по поло.